# 日本の銀貨
日本の銀貨（にほんのぎんか）とは、日本で製造され発行、流通した銀貨の総称。
丁銀、豆板銀、分銀、朱銀、補助銀貨、本位銀貨、記念銀貨などがこれに相当する。また初期の貨幣とされる無文銀銭、和同開珎銀銭および大平元寳、安土桃山時代の天正通寳などの太閤銀銭などもこれに含まれる。
この頁では造幣局にて流通を目的として、新貨条例に基づいて発行された補助銀貨および貿易一圓銀貨、貨幣法に基づいて発行された補助銀貨、および戦後において臨時通貨法に基づいて発行された臨時補助貨幣である百円銀貨について解説する。江戸時代以前の銀貨および記念銀貨については、各々の項目を参照すること。

## 歴史

### 戦前

#### 新貨条例の制定
明治4年5月10日（1871年）布告の新貨条例（明治4年太政官布告第267号）により、それまで流通していた幕府時代の一分銀などに代えて、量目416ゲレイン（グレーン）、品位900の貿易一圓銀貨が制定され、同時に五十銭以下の補助銀貨が制定された。補助銀貨については当初、海外流出を防止する措置として品位を800に下げ、量目（質量）も約7.2%削減し、法貨としての通用制限額は金種の混用に関わりなく一回の取引につき最高額で十圓（円）とされた。通貨の基軸は本位金貨であるのに対し一圓銀貨は貿易取引専用であり国内では法貨でなく、開港場において貿易一圓銀貨百圓は本位金貨百一圓と等価であるとされた。その後、明治9年（1876年）3月4日の太政官布告第27号で貿易一圓銀貨と本位金貨は等価通用に変更されている。
この最初の銀貨のうちもっとも小型の五銭銀貨においては、当初製造された極印（刻印）が硬度が不足し、彫りも浅かったため、製造された明治3年銘の硬貨は非常に出来が悪く、竜の鱗が不明瞭なものがほとんどであった。明治4年銘の硬貨は作り直した極印を使用したが、それでもきれいに製造できる硬貨の数はわずかであった。このため明治5年（1872年）3月、竜図に替え「五錢」の文字に改正して新たな硬貨を製造した。また、五十銭銀貨については、新たに英国から導入した圧印機で最初に製造する硬貨として、同年11月に直径を縮小した新しい材質の極印により製造された（このとき二十銭・十銭・五銭についても法律で直径・量目が改正され、量目は縮小した五十銭銀貨に比例するように定められたが、製造されなかった）。
明治6年（1873年）2月、補助銀貨の量目が貿易一圓銀貨と比較して不足していることに対する不信感を払拭するため、一圓銀貨との額面による比例とし、表裏の図案を縦転式に変更して「錢」の額面を「SEN」と表記するなど西洋式のものに改正された。これ以降の硬貨は極印の材質が変更され硬度が保てるようになり、新しい英国製の圧印機を使用することにより、明治3年銘の硬貨のような不明瞭な出来の硬貨はなくなった。五銭銀貨については、やはり直径が小さすぎて流通不便貨幣として明治13年（1880年）を最後に製造が打ち切られ、代わって明治22年（1889年）に五銭白銅貨が発行された。

#### 事実上の銀本位制
明治初期においては、発行枚数が多く良質の墨銀（洋銀）の流通が世界的に優勢を占める中、貿易一圓銀貨の国際的地位向上を図るため、アメリカ合衆国に倣い明治8年（1875年）に、量目を420グレインに増量した貿易銀が発行された。しかし日米両国の貿易銀は鋳潰しの対象となるのみであったため、明治11年（1878年）に再び元の一圓銀貨に復帰し、通用が貿易専用に限られていたものを、国内でも本位金貨と等価に法貨として無制限通用を認め、事実上の金銀複本位制となった。さらに本位金貨は貿易赤字による海外流出が激しく製造量も衰退し、明治18年（1885年）5月より発行された兌換銀行券も、兌換に一圓銀貨を充てる兌換銀券であり銀本位制といってもいい状態であった。

#### 貨幣法の制定
明治30年（1897年）の貨幣法（明治30年法律第16号）施行にともない本格的金本位制がスタートし、それまで事実上の本位貨幣の地位を占めていた一圓銀貨は明治31年（1898年）4月1日限りで国内においては通用停止となった。
また銀相場が金に対して明治初年当時の約半分に下落していたことから、本位金貨の含有金量は半減した。これは圓の切り下げを意味した。なお一圓銀貨は台湾をはじめ、中国などで広く流通していたため、同年10月から引き揚げた一圓銀貨に丸のついた銀の文字を加刻し、その数は2,045万枚におよび貿易用として通用を認めたが、丸銀の有無で通用するか否かでは混乱を生むため、丸銀の打印は翌年の明治31年（1898年）3月に打ち切られ、明治34年（1901年）から従前の一圓銀貨と同等の台湾銀行券引換元圓銀（圓形銀塊）が輸出用に発行された。
貨幣面の表記は「一圓」であるが国内では通貨としての資格はすでになく、銀地金扱いであった。補助銀貨については従来と同形式のものが貨幣法施行にともない改めて制定されたが、表裏は逆となり龍図が裏側とされた。また法令による量目は匁表記となった。

#### 補助銀貨量目の削減
明治39年（1906年）、下落傾向にあった銀相場が上昇に転じ、補助銀貨鋳潰しの恐れが出たため約25%減量し、龍図を日章に変更する改正が行われた。この時点で金貨・青銅貨についてはすでに龍図が姿を消し旭日のデザインとなっており、白銅貨はもともと龍図が採用されていなかったため、日本の貨幣の龍図はこの改正をもって完全に姿を消したことになる。十銭銀貨については薄小なものとなるため、当初量目削減は行われず明治39年銘として発行（日銀に引き渡し）されたが、流通することなく引き揚げられ明治40年（1907年）3月までに発行分はすべて鋳潰され、見本用として残された貨幣が造幣博物館に展示されているのみである。また明治40年3月に同じ直径ながら品位を720に下げ純銀量を他の額面と比例させた十銭銀貨に改正され、同8月から新形式の十銭銀貨が製造発行された。
大正5年（1916年）ごろから、第一次世界大戦の影響で銀相場はさらに高騰し、前年平均が1オンス23ペンス69だったが、5年4月に龍銀貨の鋳潰点32ペンス79に達し、6年8月にはついに旭日銀貨の鋳潰点である43ペンス65を超えた。大正7年（1918年）にさらに量目を減量させた八咫烏の五十銭および十銭銀貨が発行（日銀に引き渡し）され、鋳潰点は65ペンス50と引き揚げられたが、銀相場は依然不安定であったため流通は見合されていた。大正8年（1919年）10月末についに八咫烏銀貨の鋳潰点を上回り、同11月に76ペンス、9年1月には85ペンス、同2月には89ペンス50と暴騰し、小額政府紙幣の引換準備に繰り入れられていたこの銀貨は市場に流通することなく、大正12年（1923年）までに造幣局に引き揚げられ鋳潰された。現在この「八咫烏銀貨」はごくわずかに現存しているものがたまに古銭商およびオークションで100万円前後で取り引きされることがある。二十銭銀貨も同様のデザインで制定されたが、試作のみで発行されなかった。
大正11年（1922年）に量目をさらに減量し鋳潰点が約100ペンスまで引き上げられた鳳凰の五十銭銀貨が発行された（二十銭銀貨も同様のデザインで制定されたが、試作のみで発行されなかった）。その後、銀相場は大正10年代に下落して30ペンス台で安定を見せ高騰もなく、この銀貨は多量に発行され広く流通したが、昭和恐慌を経て戦時体制に入り昭和13年（1938年）の臨時通貨法公布以降、銀貨は姿を消した。
| 銀貨の種類 | 一圓当り純銀量      | 鋳潰点     | 鋳潰点到達時期          |
| ---------- | ------------------- | ---------- | ----------------------- |
| 龍銀貨     | 5.75072匁(21.5652g) | 32ペンス79 | 大正5年（1916年）4月    |
| 旭日銀貨   | 4.320匁(16.20g)     | 43ペンス65 | 大正6年（1917年）8月    |
| 八咫烏銀貨 | 2.880匁(10.80g)     | 65ペンス50 | 大正8年（1919年）10月末 |
| 鳳凰銀貨   | 1.9008匁(7.128g)    | 99ペンス20 | -                       |

### 戦後
臨時補助貨幣として銀貨が復活したのは、昭和32年（1957年）の百円銀貨発行によるものであった。この百円銀貨発行に際して、百円紙幣からの切り替えによる楮、三椏の栽培業者からの反対が根強かったが、政府による三椏の買上量を前年の昭和31年の水準以下にならないように公約し、同年に五千円紙幣、翌年の昭和33年（1958年）には一万円紙幣が発行されるなど、紙幣用紙の需要減の見通しは杞憂に終わった。しかし写真フィルムの材料など世界的な銀需要の拡大に加え、経済発展による貨幣用の銀地金の絶対量不足などから、昭和41年（1966年）を最後に通常銀貨は姿を消すこととなり、翌年の昭和42年（1967年）から百円白銅貨が発行され現在に至っている。
50銭以下の補助銀貨は昭和28年（1953年）末をもって「小額通貨の整理及び支払金の端数計算に関する法律」（昭和28年法律第60号）により廃貨措置がとられ、臨時補助貨幣であった百円銀貨については昭和62年（1987年）公布、昭和63年（1988年）4月施行の「通貨の単位及び貨幣の発行等に関する法律」（昭和62年法律第42号）により、同法に基づいて政府が発行した貨幣とみなされることとなった。百円銀貨も百円白銅貨も「臨時通貨法」において法貨としての通用制限額は二千円とされ、現在の「通貨の単位及び貨幣の発行等に関する法律」においても事実上同等の20枚まで法貨として通用すると定められている。
現在これらの日本の近代銀貨については、鳳凰・稲穂の百円銀貨も含めて、貴金属価値や古銭的価値が評価され取引されており、古銭商による買取の対象となる場合も多い。ただし業者によっては希少性に欠けるマイナー銀貨を取引対象としない、あるいは大量にまとめての安い値段での買取とすることもある。

## 本位銀貨（貿易一圓銀貨）

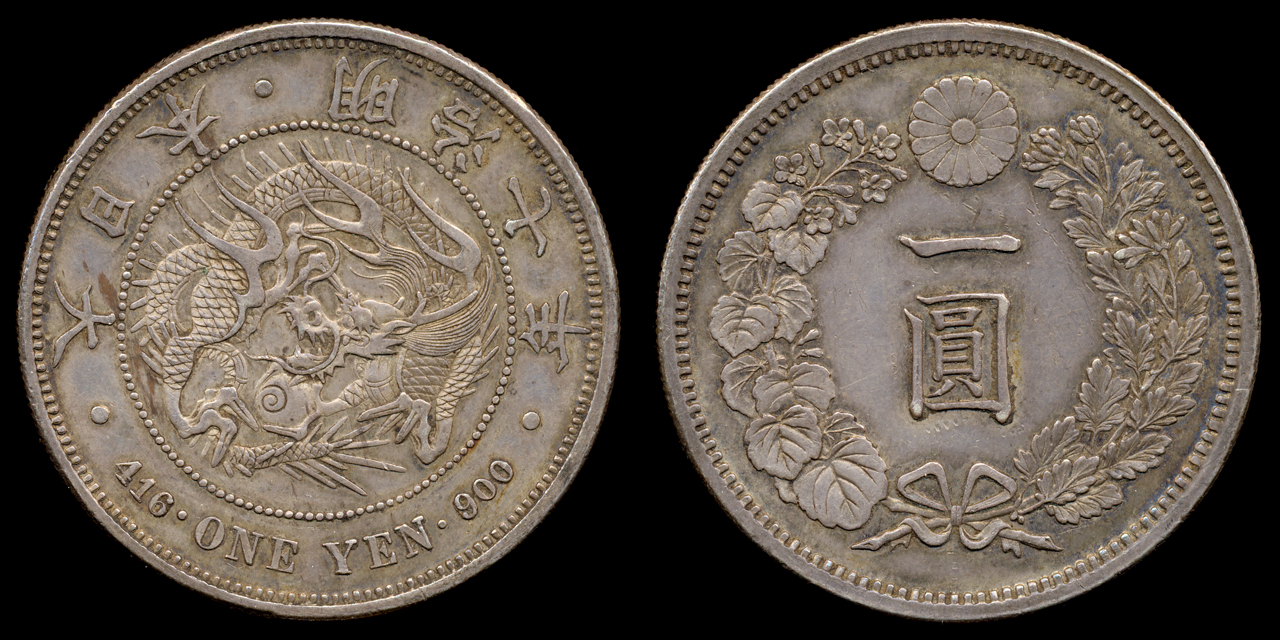
1圓銀貨幣（新）

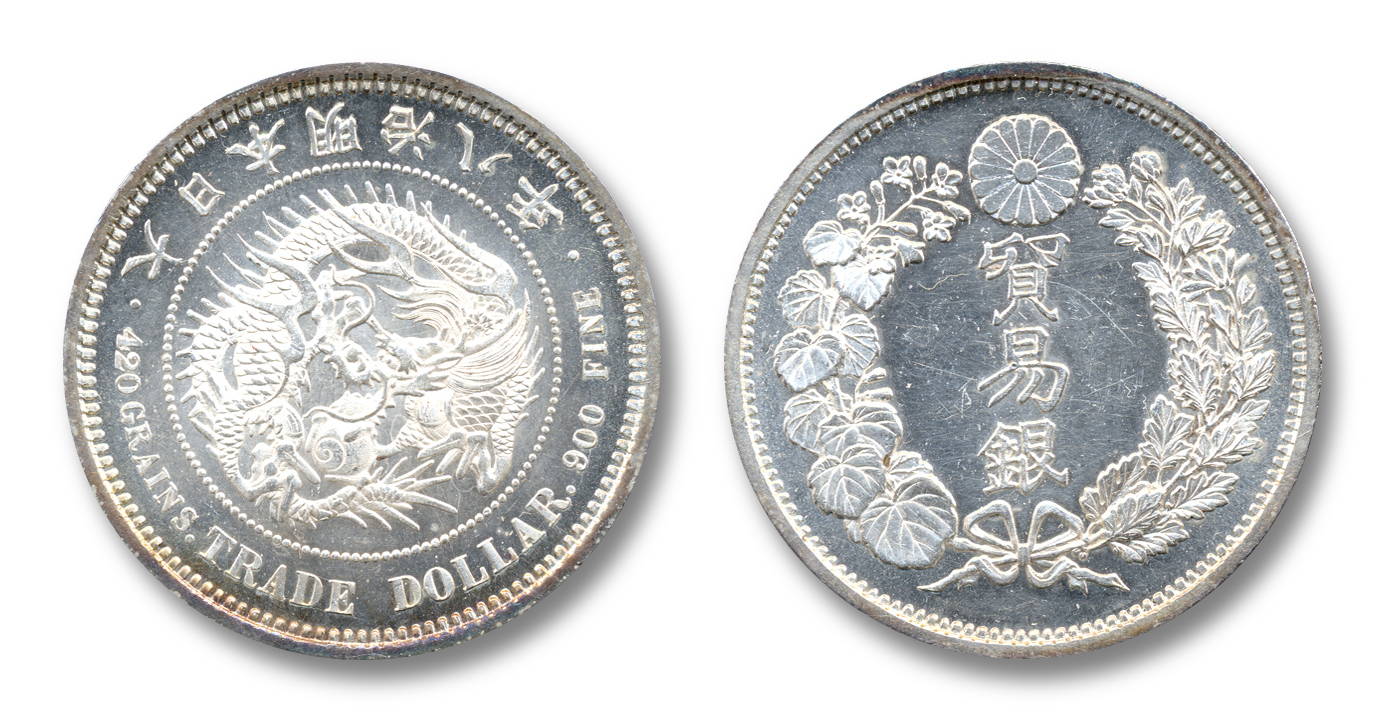
貿易銀

以下の銀貨は新貨条例（明治4年太政官布告第267号）により貿易専用銀貨として発行され日本国内では法貨でなかったが、明治11年5月27日太政官布告第12号により国内でも無制限通用の法貨とされた。
これらの本位銀貨は「貨幣法」により明治31年（1898年）4月1日限りで廃止された。

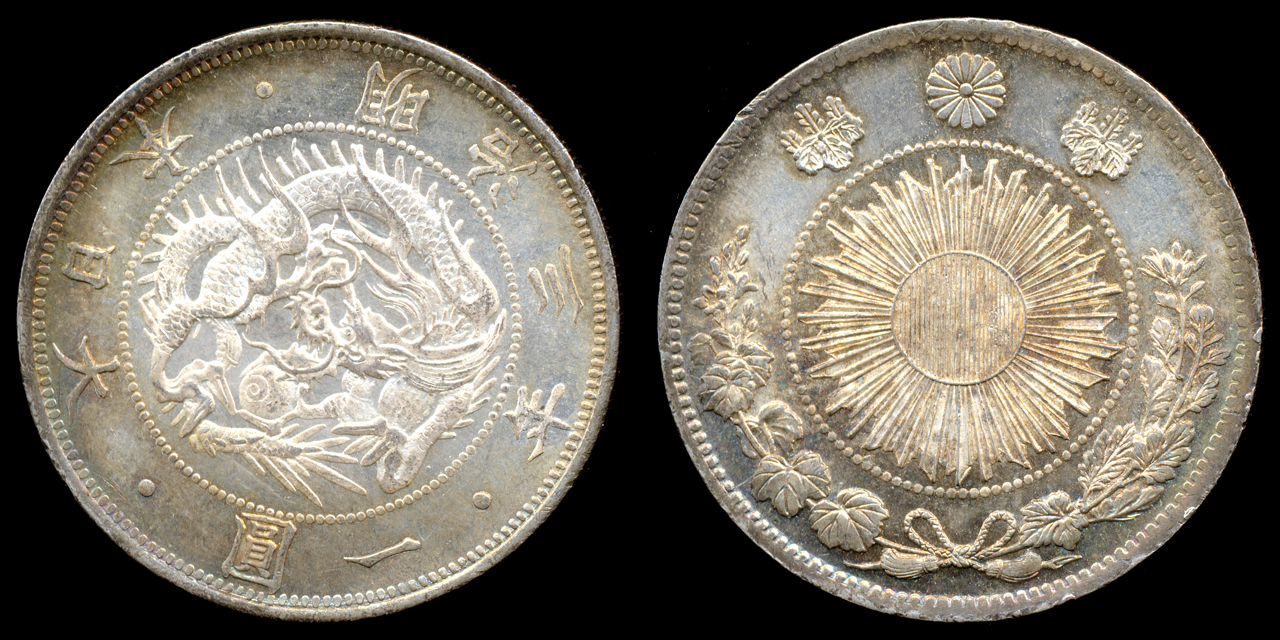
1圓銀貨幣（旧）
品位 銀900 銅100、量目26.956グラム（416ゲレイン）、直径37.575ミリ（実測38.48ミリ）、周囲にギザあり
図柄 〈表面〉龍 〈裏面〉菊花紋章、桐紋、日章、菊枝と桐枝
明治3年銘（1870年）
（製造期間：明治3年11月27日〜5年3月13日）
製造枚数　  3,685,693枚
供試貨幣　  644枚
発行枚数　  3,685,049枚
1圓銀貨幣（新）
品位 銀900 銅100、量目26.956グラム（416ゲレイン）、直径37.575ミリ（実測38.48ミリ）、周囲にギザあり
図柄 〈表面〉龍 〈裏面〉菊花紋章、菊枝と桐枝
明治7年〜30年銘（1874〜1897年）
（製造期間：明治7年3月20日〜8年3月、明治11年12月〜30年3月）
製造枚数　  158,464,307枚
供試貨幣　  32,998枚
試験貨幣　  40,696枚
発行枚数　  158,392,023枚
- 供試貨幣のうち1,410枚を発行。

貿易銀
品位 銀900 銅100、量目27.216グラム（420ゲレイン）、直径38.58ミリ、周囲にギザあり
図柄 〈表面〉龍 〈裏面〉菊花紋章、菊枝と桐枝
明治8年〜10年銘（1875〜1877年）
（製造期間：明治8年4月〜11年8月）
製造枚数　  3,057,252枚
供試貨幣　  614枚
発行枚数　  3,056,638枚

## 明治4年制定補助銀貨（新貨条例）

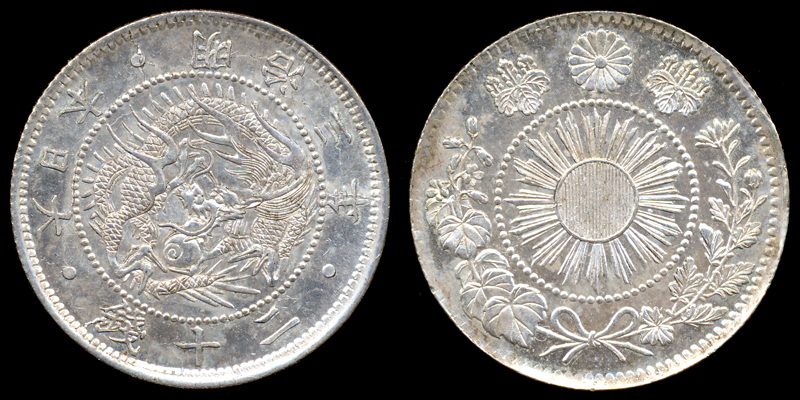
20銭銀貨幣（旭日龍）

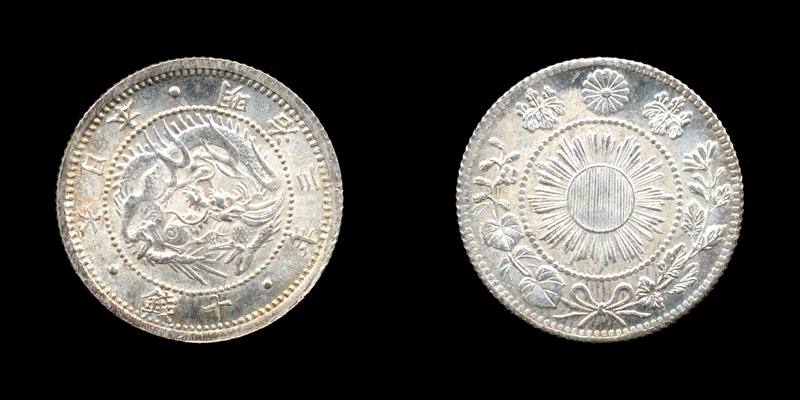
10銭銀貨幣（旭日龍）

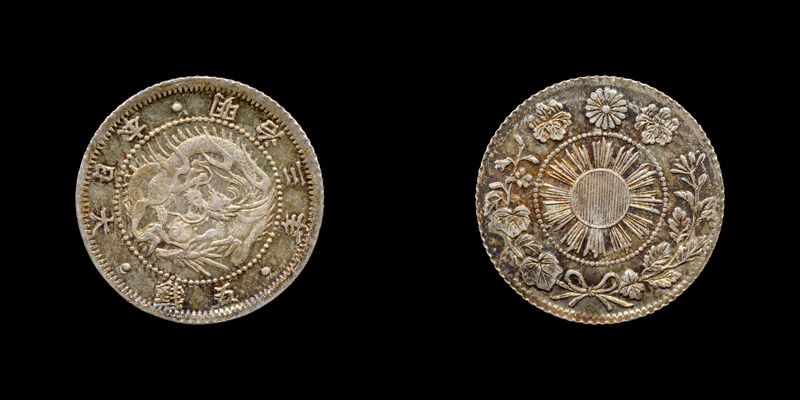
5銭銀貨幣（旭日龍）

以下の補助銀貨は新貨条例（明治4年5月太政官第267）に基づき発行された。
これらは「小額通貨の整理及び支払金の端数計算に関する法律」により昭和28年（1953年）末限りで廃止された。

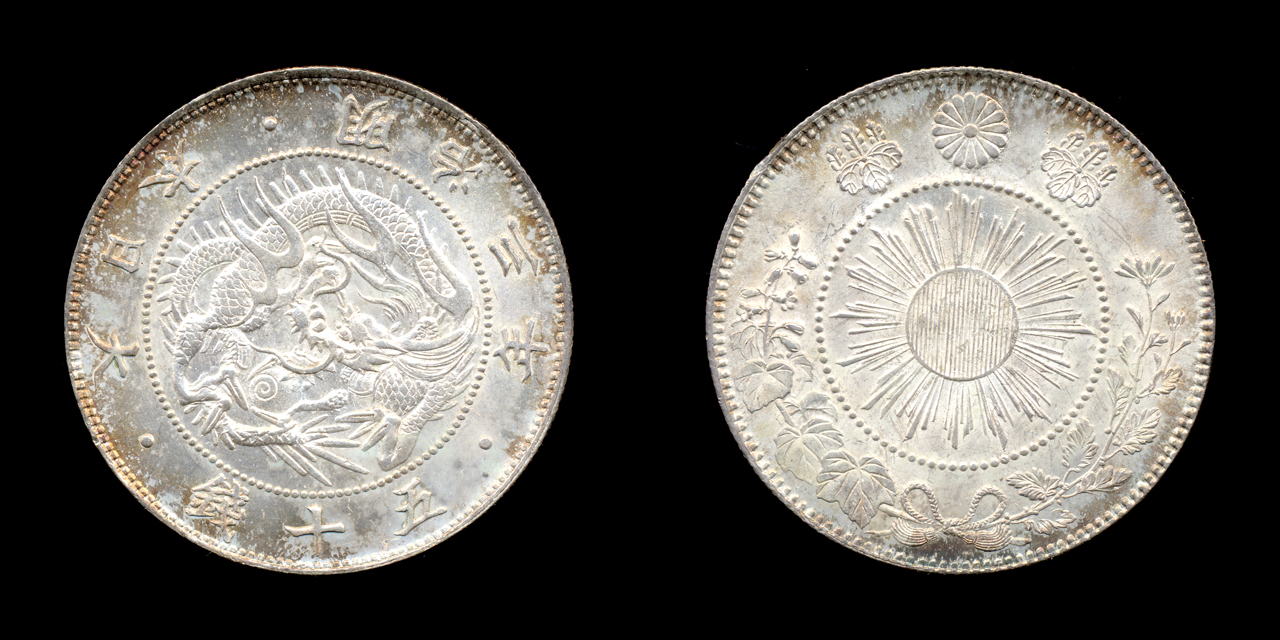
50銭銀貨幣（旭日龍）
品位 銀800 銅200、量目12.50グラム、直径31.515ミリ（実測32.12ミリ）、周囲にギザあり
図柄 〈表面〉龍 〈裏面〉菊花紋章、桐紋、日章、菊枝と桐枝
明治3年、4年銘（1870〜1871年）
（製造期間：明治3年11月27日〜5年11月）
製造枚数　  4,456,806枚
供試貨幣　  2,204枚
発行枚数　  4,454,602枚
20銭銀貨幣（旭日龍）
品位 銀800 銅200、量目5.00グラム、直径23.3333ミリ（実測24.09ミリ）、周囲にギザあり
図柄 〈表面〉龍 〈裏面〉菊花紋章、桐紋、日章、菊枝と桐枝
明治3年、4年銘（1870〜1871年）
（製造期間：明治3年11月27日〜5年）
製造枚数　  4,314,946枚
供試貨幣　  1,931枚
発行枚数　  4,313,015枚
10銭銀貨幣（旭日龍）
品位 銀800 銅200、量目2.50グラム、直径17.575ミリ（実測18.18ミリ）、周囲にギザあり
図柄 〈表面〉龍 〈裏面〉菊花紋章、桐紋、日章、菊枝と桐枝
明治3年銘（1870年）
（製造期間：明治3年11月27日〜5年）
製造枚数　  6,105,535枚
供試貨幣　  2,861枚
発行枚数　  6,102,674枚
5銭銀貨幣（旭日龍）
品位 銀800 銅200、量目1.25グラム、直径15.151ミリ（実測15.76ミリ）、周囲にギザあり
図柄 〈表面〉龍 〈裏面〉菊花紋章、桐紋、日章、菊枝と桐枝
明治3年、4年銘（1870〜1871年）
（製造期間：明治3年11月27日〜5年2月）
製造枚数　  1,502,156枚
供試貨幣　  684枚
発行枚数　  1,501,472枚

## 明治5年改正補助銀貨

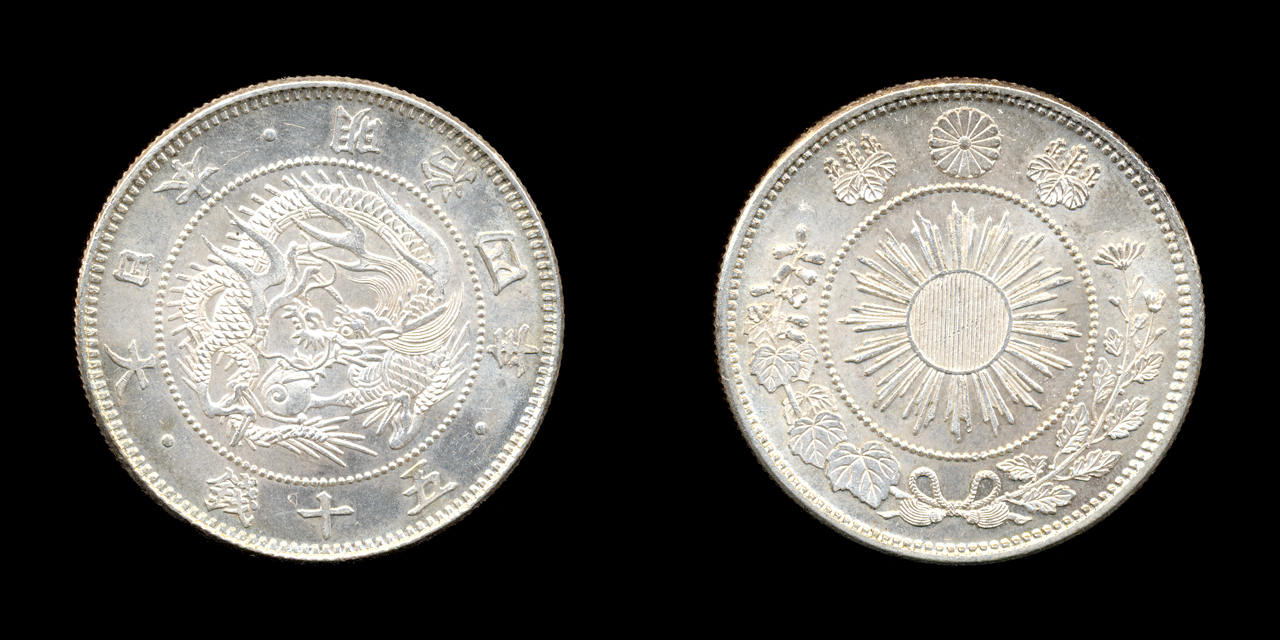
50銭銀貨幣（旭日龍）（小型）

以下の補助銀貨のうち5銭銀貨は明治5年3月8日太政官布告第74号の改正に基づき発行され、50銭銀貨は明治5年11月14日太政官布告第341号の改正に基づき発行された。
これらは「小額通貨の整理及び支払金の端数計算に関する法律」により昭和28年（1953年）末限りで廃止された。

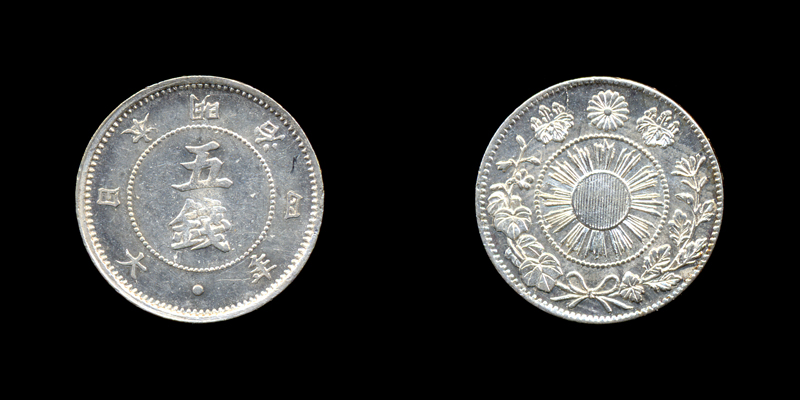
5銭銀貨幣（大字）
品位 銀800 銅200、量目1.25グラム、直径15.151ミリ（実測15.76ミリ）
図柄 〈裏面〉菊花紋章、桐紋、日章、菊枝と桐枝
明治4年銘（1871年）
（製造期間：明治5年3月8日〜6年1月）
製造枚数　  1,666,434枚
供試貨幣　  821枚
発行枚数　  1,665,613枚
50銭銀貨幣（旭日龍）（小型）
品位 銀800 銅200、量目12.50グラム、直径30.909ミリ、周囲にギザあり
図柄 〈表面〉龍 〈裏面〉菊花紋章、桐紋、日章、菊枝と桐枝
明治4年銘（1871年）
（製造期間：明治5年11月14日〜6年1月）
製造枚数　　明治4年制定の旭日龍50銭銀貨に含まれる
発行枚数　　明治4年制定の旭日龍50銭銀貨に含まれる

## 明治6年改正補助銀貨

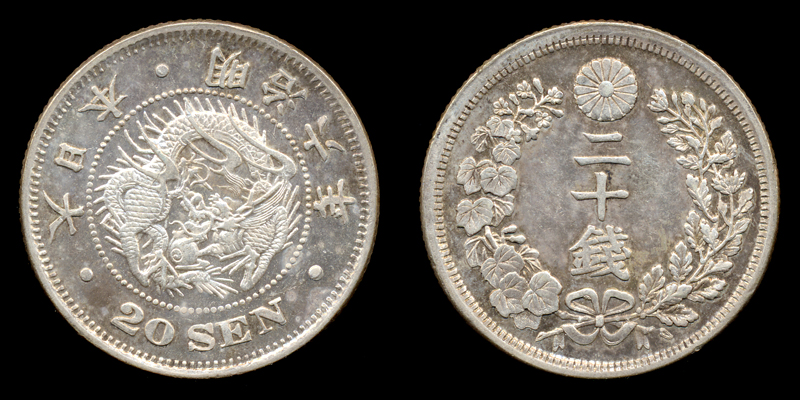
20銭銀貨幣（龍）

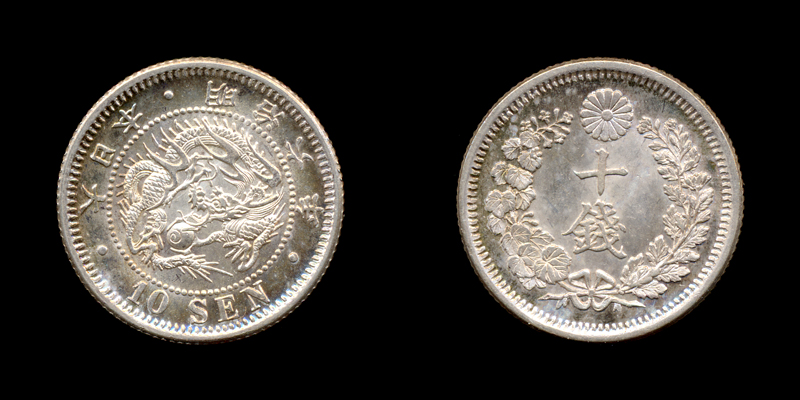
10銭銀貨幣（龍）

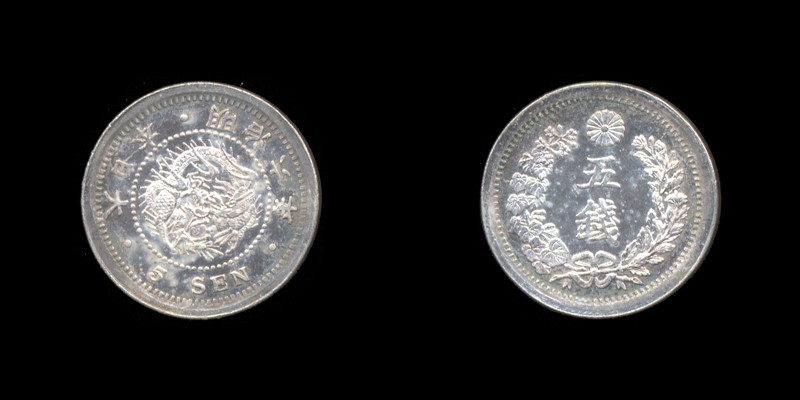
5銭銀貨幣（龍）

以下の補助銀貨は明治6年2月10日太政官布告第46号の改正に基づき発行された。
これらは「小額通貨の整理及び支払金の端数計算に関する法律」により昭和28年（1953年）末限りで廃止された。

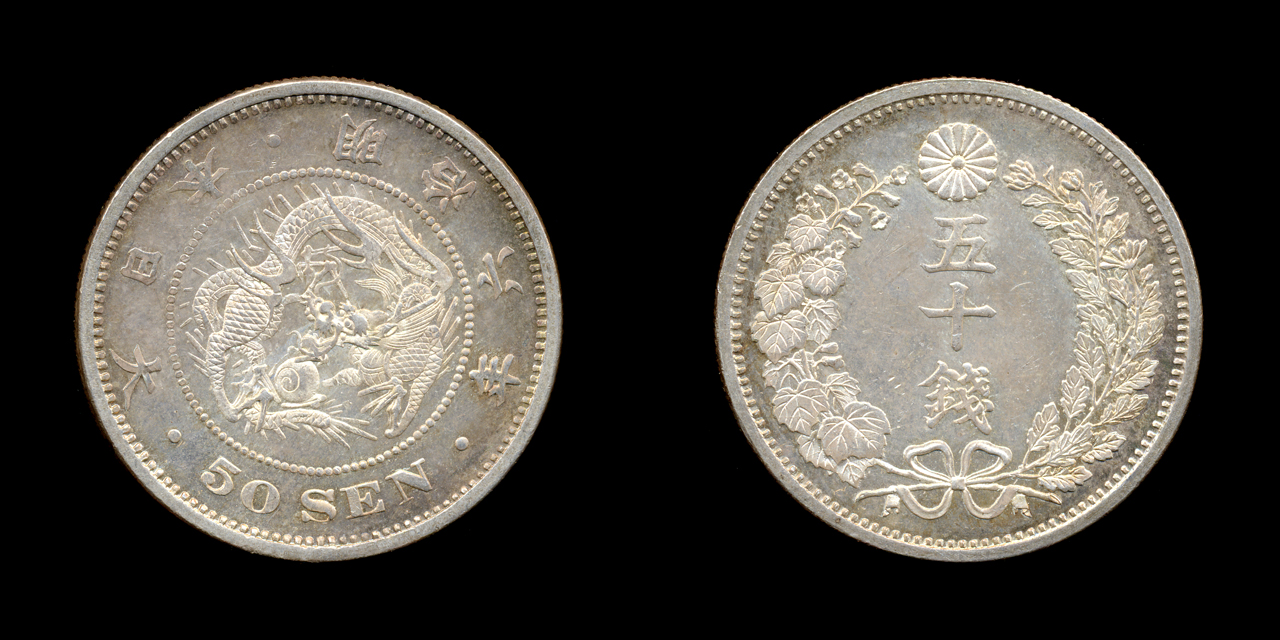
50銭銀貨幣（龍）
品位 銀800 銅200、量目13.478グラム（208ゲレイン）、直径30.909ミリ、周囲にギザあり
図柄 〈表面〉龍 〈裏面〉菊花紋章、菊枝と桐枝
明治6年〜18年銘（1873〜1885年）
（製造期間：明治6年2月10日〜18年8月）
製造枚数　  4,140,905枚
供試貨幣　  2,061枚
発行枚数　  4,138,844枚
20銭銀貨幣（龍）
品位 銀800 銅200、量目5.391グラム（83.2ゲレイン）、直径22.424ミリ（実測22.87ミリ）、周囲にギザあり
図柄 〈表面〉龍 〈裏面〉菊花紋章、菊枝と桐枝
明治6年〜29年銘（1873〜1896年）
（製造期間：明治6年2月10日〜30年1月）
製造枚数　  60,315,544枚
供試貨幣　  30,248枚
試験貨幣　  1,946枚
発行枚数　  60,283,350枚
10銭銀貨幣（龍）
品位 銀800 銅200、量目2.696グラム（41.6ゲレイン）、直径17.575ミリ（実測18.18ミリ）、周囲にギザあり
図柄 〈表面〉龍 〈裏面〉菊花紋章、菊枝と桐枝
明治6年〜29年銘（1873〜1896年）
（製造期間：明治6年2月10日〜30年1月）
製造枚数　  150,793,545枚
供試貨幣　  76,773枚
試験貨幣　  3,365枚
発行枚数　  150,713,407枚
5銭銀貨幣（龍）
品位 銀800 銅200、量目1.348グラム（20.8ゲレイン）、直径15.151ミリ
図柄 〈表面〉龍 〈裏面〉菊花紋章、菊枝と桐枝
明治6年〜13年銘（1873〜1880年）
（製造期間：明治6年2月10日〜明治13年2月）
製造枚数　  47,390,788枚
供試貨幣　  23,669枚
発行枚数　  47,367,119枚

## 明治30年制定補助銀貨

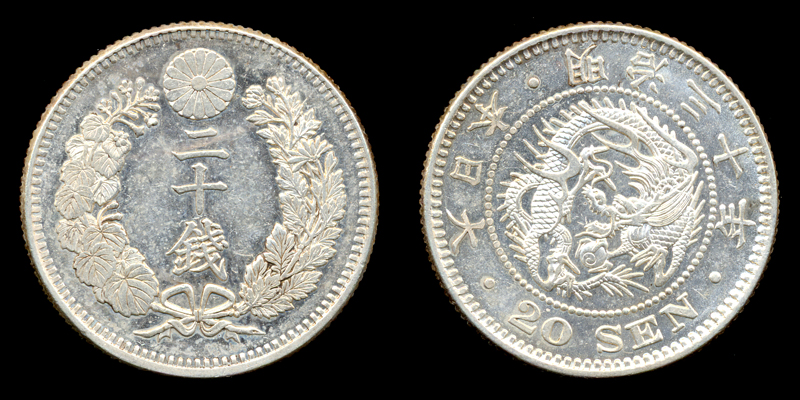
20銭銀貨幣（龍）

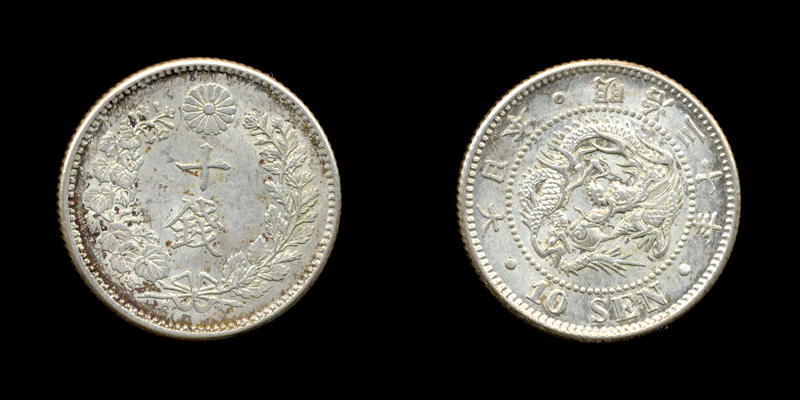
10銭銀貨幣（龍）

以下の補助銀貨は貨幣法（明治30年3月29日法律第16号）により、明治6年と同形式のものを改めて制定し発行された。
これらは「小額通貨の整理及び支払金の端数計算に関する法律」により昭和28年（1953年）末限りで廃止された。

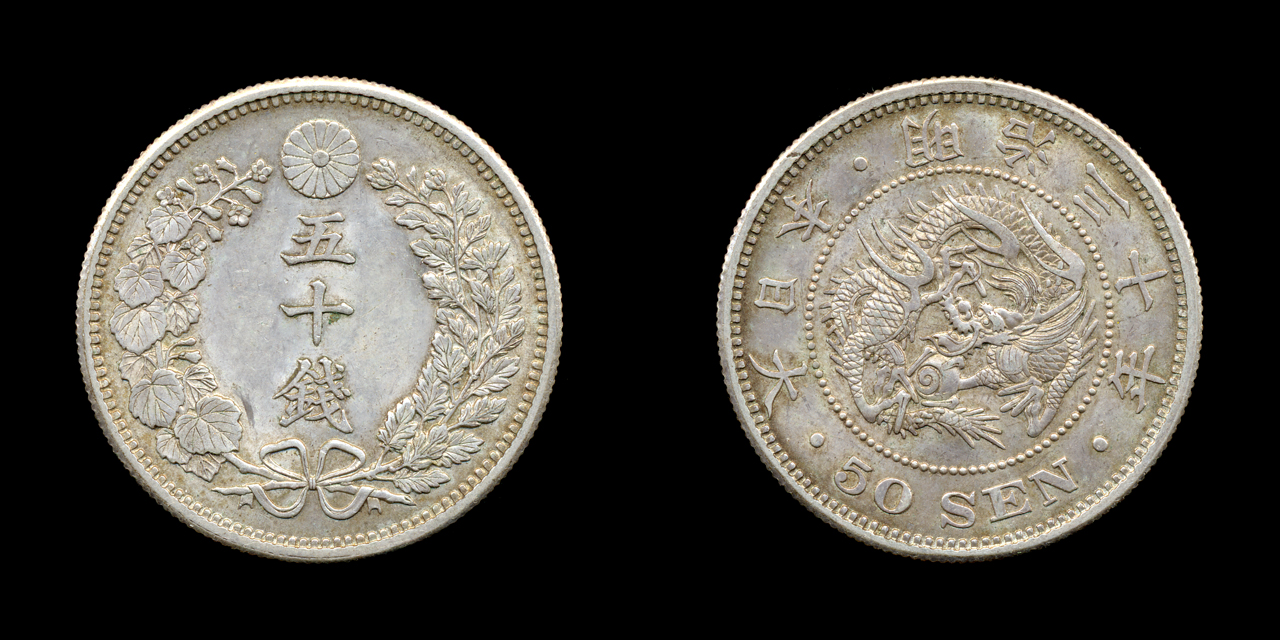
50銭銀貨幣（龍）
品位 銀800 銅200、量目13.478グラム（3.5942匁）、直径30.909ミリ、周囲にギザあり
図柄 〈表面〉菊花紋章、菊枝と桐枝 〈裏面〉龍
明治30年〜38年銘（1897〜1905年）
（製造期間：明治30年7月〜39年1月）
製造枚数　  61,142,833枚
供試貨幣　  30,589枚
試験貨幣　  12,244枚
発行枚数　  61,100,000枚
20銭銀貨幣（龍）
品位 銀800 銅200、量目5.391グラム（1.4377匁）、直径22.424ミリ（実測22.87ミリ）、周囲にギザあり
図柄 〈表面〉菊花紋章、菊枝と桐枝 〈裏面〉龍
明治30年〜38年銘（1897〜1905年）
（製造期間：明治30年4月〜39年1月）
製造枚数　  56,583,980枚
供試貨幣　  28,295枚
試験貨幣　  5,685枚
発行枚数　  56,550,000枚
10銭銀貨幣（龍）
品位 銀800 銅200、量目2.696グラム（0.7188匁）、直径17.575ミリ（実測18.18ミリ）、周囲にギザあり
図柄 〈表面〉菊花紋章、菊枝と桐枝 〈裏面〉龍
明治30年〜39年銘（1897〜1906年）
（製造期間：明治30年5月〜39年3月）
製造枚数　  98,454,220枚
供試貨幣　  49,230枚
試験貨幣　  4,990枚
発行枚数　  98,400,000枚

## 台湾銀行券引換元圓銀
この銀貨は日本国内においては銀塊扱いであり法定通貨ではなかった。

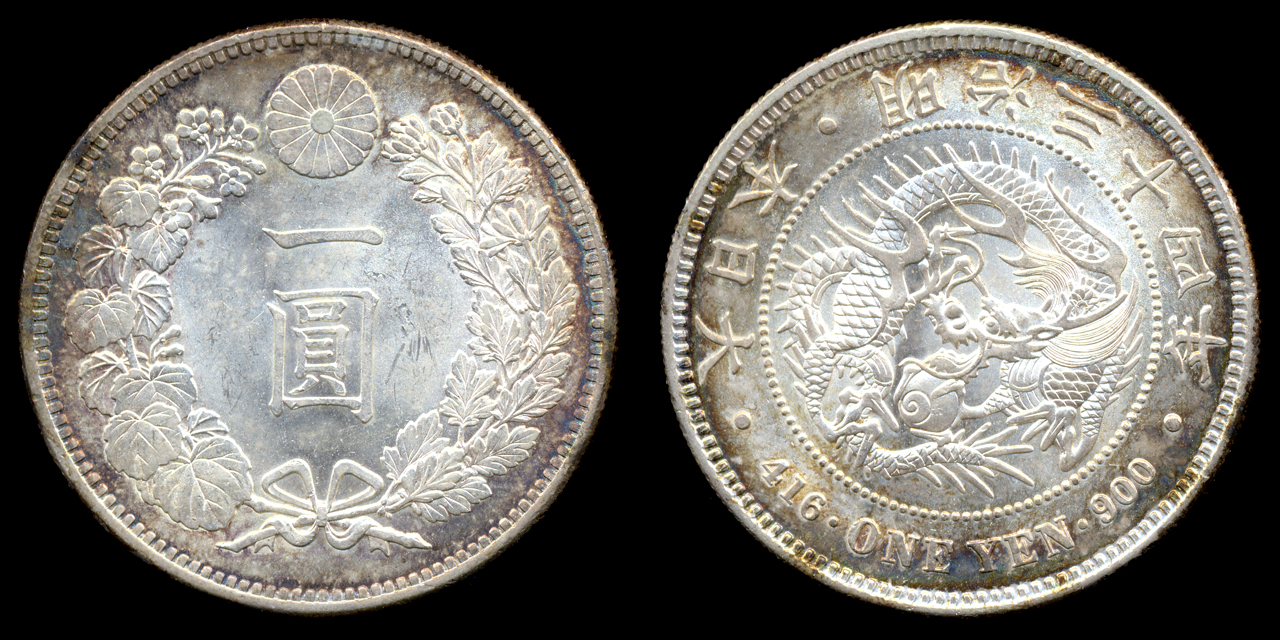
台湾銀行券引換元圓銀

1円銀貨幣
品位 銀900 銅100、量目26.956グラム（416ゲレイン）、直径37.575ミリ（実測38.03ミリ）、周囲にギザあり
図柄 〈表面〉菊花紋章、菊枝と桐枝 〈裏面〉龍
明治34年〜大正3年銘（1901〜1914年）
製造枚数　  39,387,407枚
供試貨幣　  4,409枚
試験貨幣　  8,520枚
発行枚数　  39,374,478枚
- 「円形銀塊」とも呼ばれ、日本国内では通貨として通用せず。

## 明治39・40年改正補助銀貨

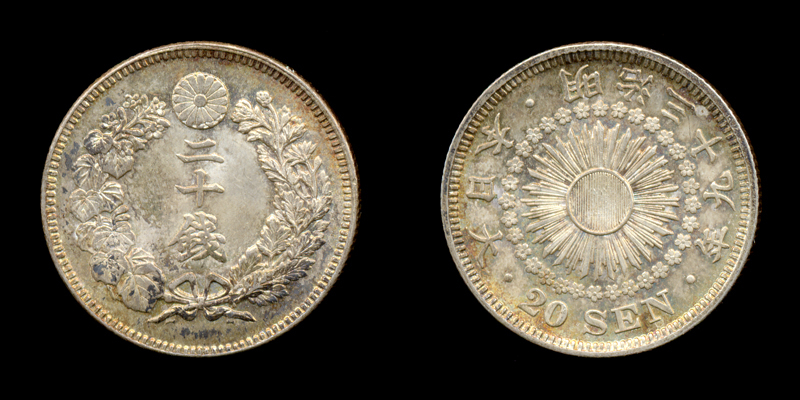
20銭銀貨幣（旭日）

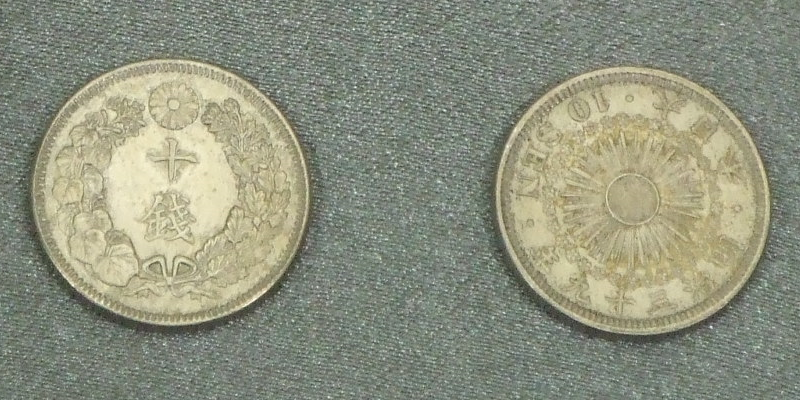
10銭銀貨幣（旭日）、造幣博物館

以下の補助銀貨は明治39年4月7日法律第26号の改正に基づき発行され、このうち明治39年銘の10銭銀貨幣（旭日）は市中には流通しなかったが、他の銀貨と同様、製造後日銀に引き渡され通貨としての資格を得ていた。10銭銀貨は明治40年3月6日法律第6号により再度改正し発行された。
これらはすべて「小額通貨の整理及び支払金の端数計算に関する法律」により昭和28年（1953年）末限りで廃止された。

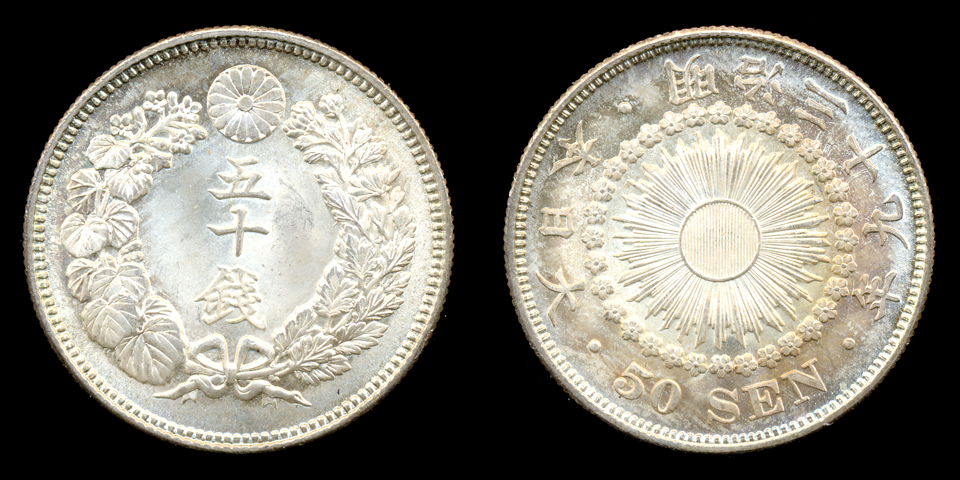
50銭銀貨幣（旭日）
品位 銀800 銅200、量目10.125グラム（2.70匁）、直径27.272ミリ、周囲にギザあり
図柄 〈表面〉菊花紋章、菊枝と桐枝 〈裏面〉桜、日章
明治39年〜大正6年銘（1906〜1917年）
（製造期間：明治39年6月〜大正6年9月）
製造枚数　  142,998,519枚
供試貨幣　  71,565枚
試験貨幣　  26,954枚
発行枚数　  142,900,000枚
20銭銀貨幣（旭日）
品位 銀800 銅200、量目4.050グラム（1.08匁）、直径20.303ミリ、周囲にギザあり
図柄 〈表面〉菊花紋章、菊枝と桐枝 〈裏面〉桜、日章
明治39年〜44年銘（1906〜1911年）
（製造期間：明治39年8月〜明治44年8月）
製造枚数　  70,542,350枚
供試貨幣　  35,276枚
試験貨幣　  7,074枚
発行枚数　  70,500,000枚
10銭銀貨幣（旭日）
品位 銀800 銅200、量目2.696グラム、直径17.575ミリ（実測18.18ミリ）、周囲にギザあり
図柄 〈表面〉菊花紋章、菊枝と桐枝 〈裏面〉桜、日章
明治39年（1906年）
（製造期間：明治39年6月〜40年1月）
製造枚数　  2,001,110枚
供試貨幣　  1,001枚
試験貨幣　  109枚
発行枚数　  2,000,000枚
- 日本銀行に交付（発行）されたが、流通させず明治40年（1906年）3月に10銭銀貨改正に伴い造幣局に引き揚げ鋳潰された。

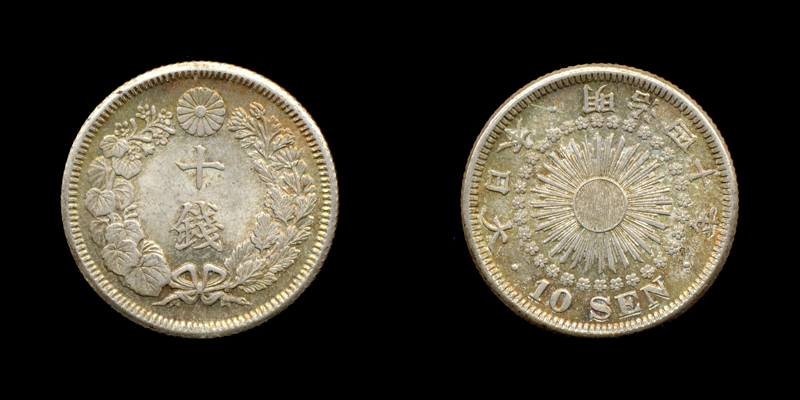
10銭銀貨幣（旭日）（量目改正）
品位 銀720 銅280、量目2.250グラム（0.60匁）、直径17.575ミリ、周囲にギザあり
図柄 〈表面〉菊花紋章、菊枝と桐枝 〈裏面〉桜、日章
明治40年〜大正6年銘（1907〜1917年）
（製造期間：明治40年8月〜大正6年11月）
製造枚数　  208,811,791枚
供試貨幣　  102,332枚
試験貨幣　  9,459枚
発行枚数　  208,700,000枚

## 大正7年改正補助銀貨
以下の補助銀貨は大正7年5月1日法律第42号の改正に基づき発行され、実際には市中に流通しなかったが、製造後日銀に引き渡され通貨としての資格を得ていた。
これらは「小額通貨の整理及び支払金の端数計算に関する法律」により昭和28年（1953年）末限りで廃止された。

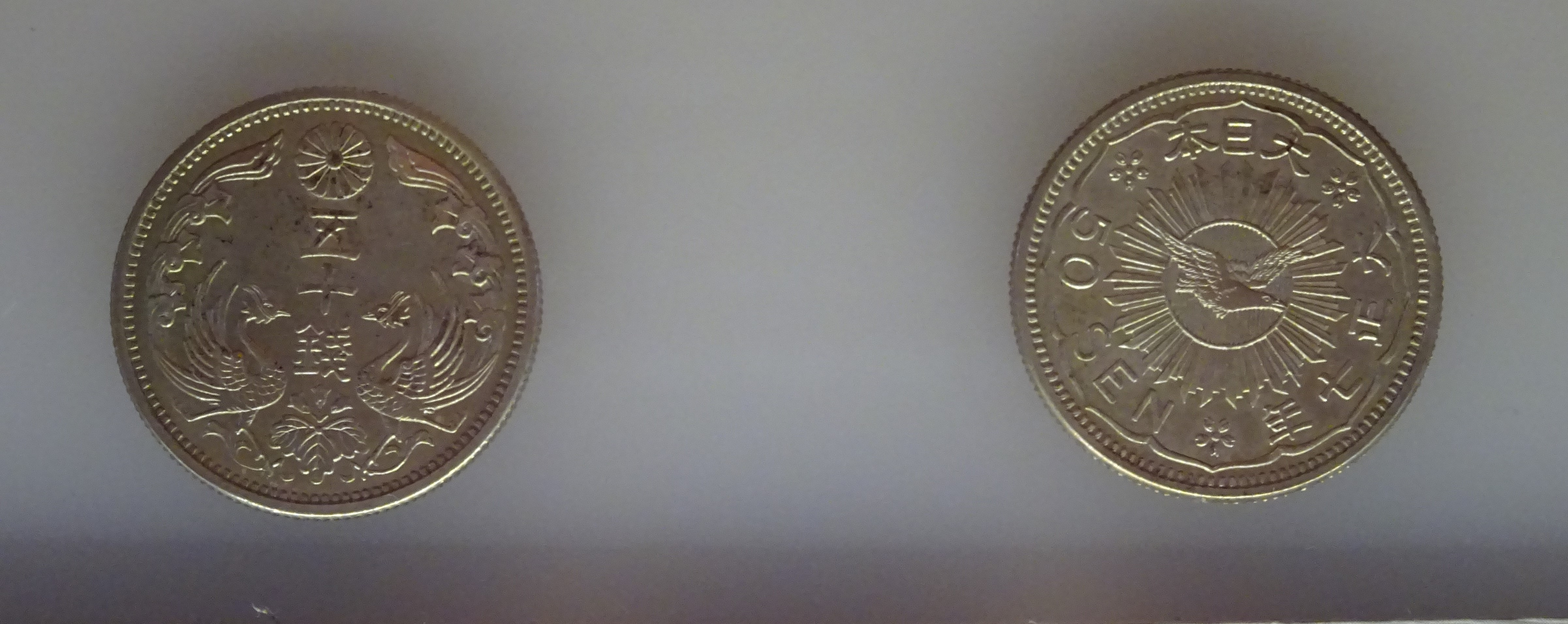
50銭銀貨幣（八咫烏）
品位 銀800 銅200、量目6.750グラム（1.80匁）、直径24.848ミリ、周囲にギザあり
図柄 〈表面〉菊花紋章、桐紋、鳳凰 〈裏面〉桜、日章、八咫烏、八稜鏡
大正7年〜8年銘（1918〜1919年）
（製造期間：大正7年5月〜8年11月）
製造枚数　  31,186,253枚
供試貨幣　  6,253枚
発行枚数　  31,180,000枚
- 日本銀行に交付（発行）され小額政府紙幣の引換準備として日銀に保管されていたが市中には流通させず、新50銭銀貨発行にともない大正11年（1922年）7月から12年（1923年）12月の間に引換準備を解除、大正11年に発行済みの50銭銀貨の一部8,800,000枚を造幣局に引き揚げ鋳潰し、残りも大正12年（1923年）7月、9月、10月の3回に分けて10枚を残して造幣局に引き揚げ鋳潰し。

10銭銀貨幣（八咫烏）
品位 銀720 銅280、量目1.500グラム（0.40匁）、直径16.061ミリ、周囲にギザあり
図柄 〈表面〉菊花紋章、桐紋、鳳凰 〈裏面〉桜、日章、八咫烏、八稜鏡
大正7年〜8年銘（1918〜1919年）
（製造期間：大正7年7月〜8年10月）
製造枚数　  62,062,447枚
供試貨幣　  12,447枚
発行枚数　  62,050,000枚
- 50銭銀貨と同様、日本銀行に交付（発行）され小額政府紙幣の引換準備として日銀に保管されていたが、市中には流通させず大正12年（1923年）7月、9月、10月の3回に分けて造幣局に引き揚げ10枚を残して鋳潰し。

## 大正11年改正補助銀貨
以下の補助銀貨は大正11年4月28日法律第73号の改正に基づき発行された。
この銀貨は「小額通貨の整理及び支払金の端数計算に関する法律」により昭和28年（1953年）末限りで廃止された。

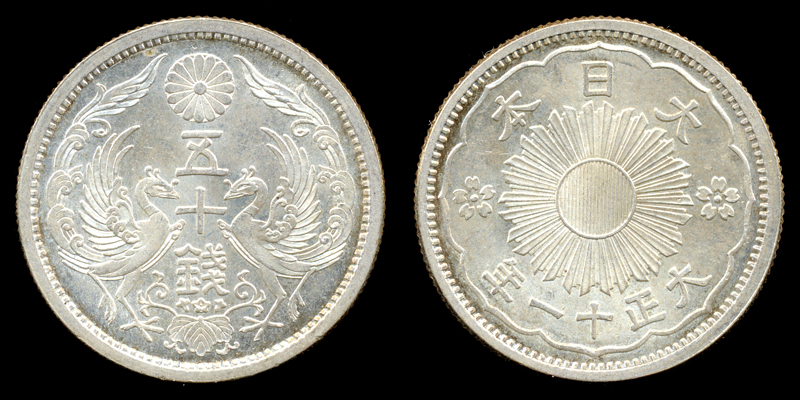
50銭銀貨幣（鳳凰）
品位 銀720 銅280、量目4.950グラム（1.32匁）、直径23.5ミリ、周囲にギザあり
図柄 〈表面〉菊花紋章、桐紋、鳳凰 〈裏面〉桜、日章、八稜鏡
大正11年〜昭和13年銘（1922〜1938年）
（製造期間：大正11年5月〜昭和13年2月）
製造枚数　  671,723,950枚
供試貨幣　  133,569枚
発行枚数　  671,600,000枚
- 供試貨幣のうち9,619枚を発行。

## 昭和32年制定・34年改正臨時補助貨幣（100円銀貨）

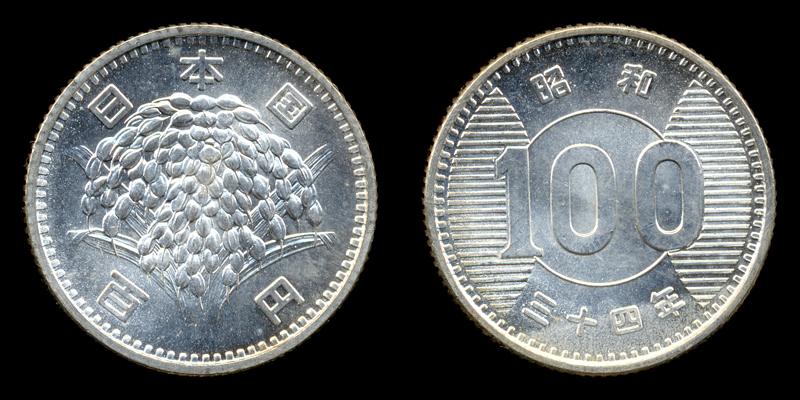
100円銀貨幣（稲穂）

以下の臨時補助貨幣は、臨時通貨法の一部を改正する法律（昭和32年5月27日法律第134号）により百円貨幣が追加され、発行された。
これらは「臨時通貨法」廃止、「通貨の単位及び貨幣の発行等に関する法律」施行により「貨幣」とみなされ、引続き現行硬貨（法定通貨）である（貨幣とみなす臨時補助貨幣）。

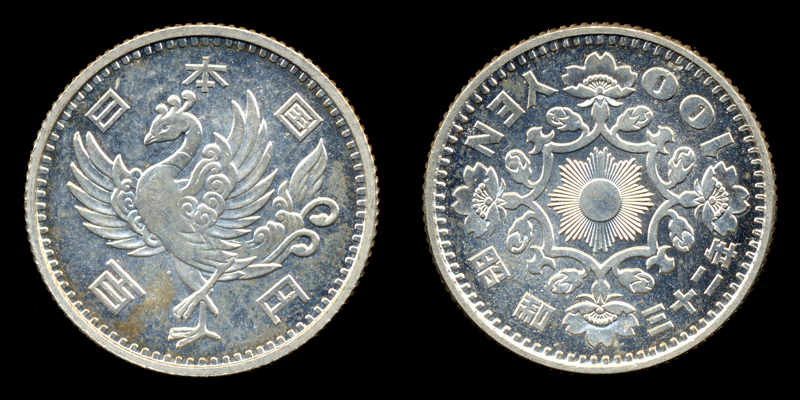
100円銀貨幣（鳳凰）
品位 銀600 銅300 亜鉛100、量目4.80グラム、直径22.6ミリ、周囲にギザあり
図柄 〈表面〉鳳凰 〈裏面〉旭日、桜
昭和32年、33年銘（1957〜1958年）
（製造期間：昭和32年9月3日〜33年12月22日）
製造枚数　  100,010,108枚
供試貨幣　  10,108枚
発行枚数　  100,000,000枚
100円銀貨幣（稲穂）
品位 銀600 銅300 亜鉛100、量目4.80グラム、直径22.6ミリ、周囲にギザあり
図柄 〈表面〉稲穂 〈裏面〉分銅
昭和34年〜41年銘（1959〜1966年）
（製造期間：昭和34年1月14日〜41年10月28日）
製造枚数　  390,031,376枚
供試貨幣　  31,376枚
発行枚数　  390,020,124枚
- 供試貨幣のうち20,124枚を発行。

## 年銘別発行枚数
本表は、本位銀貨および補助銀貨の年銘別発行枚数を示したものである。しかし、貨幣面の年号の発行枚数と暦年上の発行枚数は一致しているとは限らない。この乖離は明治初期において特に著しい。たとえば明治7年の補助銀貨は暦年上の発行枚数は多いが、現存数は少ない。これは明治7年（1874年）発行であっても明治6年銘の極印を使用し続けたことによると思われる。明治4年の10銭、明治5年銘、明治11年銘、明治12年銘、明治22年銘の補助銀貨も存在せず、それ以前の年銘で発行されたものである。明治8年銘の50銭も存在しないが発行枚数の記録にあり、この内60枚が明治7年以前の年銘、49枚が明治8年12月に製造された明治9年銘の銀貨である。
龍50銭銀貨には下表にない明治25年銘が存在するが、この銀貨はアメリカのシカゴ博覧会に出品する目的で金貨、銅貨とともに各2枚ずつ製造されたものである。 
また旭日龍および龍銀貨の発行枚数の区別は明瞭でない。明治10年銘の補助銀貨は一圓銀貨製造用地金の確保などから大部分が引き揚げられ、発行枚数に対し現存数が少ない。
|           | 本位銀貨       | 本位銀貨  | 旧補助銀貨   | 旧補助銀貨   | 旧補助銀貨  | 旧補助銀貨 |
| 年号      | 貿易一圓銀貨幣 | 貿易銀    | 五十銭銀貨幣 | 二十銭銀貨幣 | 十銭銀貨幣  | 五銭銀貨幣 |
| --------- | -------------- | --------- | ------------ | ------------ | ----------- | ---------- |
| 明治3,4年 | 2,740,245      |           | 1,806,293    | 862,231      | 2,586,648   | 1,501,472  |
| 明治5年   | 944,804        |           | 2,648,309    | 3,450,784    | 3,516,026   | 1,665,613  |
| 明治6年   |                |           | 3,447,733    | 6,214,284    | 5,109,951   | 5,593,172  |
| 明治7年   | 942,006        |           | 95,304       | 3,024,242    | 10,221,571  | 7,806,493  |
| 明治8年   | 139,323        | 97,575    | 109          | 612,736      | 8,977,419   | 6,396,784  |
| 明治9年   |                | 1,514,629 | 1,251        | 9,200,892    | 11,890,075  | 5,546,424  |
| 明治10年  |                | 1,152,273 | 95           | 5,199,731    | 14,670,947  | 4,683,519  |
| 明治11年  | 856,378        | 292,161   | 184,253      | 2,726,972    | 5,646,765   | 17,022,298 |
| 明治12年  | 1,913,318      |           |              |              | 34,424      | 318,350    |
| 明治13年  | 5,427,432      |           | 179          | 96           | 77          | 79         |
| 明治14年  | 2,927,409      |           |              |              |             |            |
| 明治15年  | 5,089,064      |           |              |              |             |            |
| 明治16年  | 3,636,678      |           |              |              |             |            |
| 明治17年  | 3,599,192      |           |              |              |             |            |
| 明治18年  | 4,296,620      |           | 409,920      | 4,205,722    | 9,763,333   |            |
| 明治19年  | 9,084,262      |           |              |              |             |            |
| 明治20年  | 8,275,787      |           |              | 4,794,755    | 10,421,616  |            |
| 明治21年  | 9,477,414      |           |              | 104,340      | 7,234,206   |            |
| 明治22年  | 9,295,348      |           |              | 599,580      | 943,023     |            |
| 明治23年  | 7,292,877      |           |              |              |             |            |
| 明治24年  | 7,518,012      |           |              | 2,500,000    | 5,000,000   |            |
| 明治25年  | 11,187,613     |           |              | 3,054,693    | 5,000,000   |            |
| 明治26年  | 10,403,477     |           |              | 3,445,307    | 12,000,000  |            |
| 明治27年  | 22,118,416     |           |              | 4,500,000    | 11,000,000  |            |
| 明治28年  | 21,098,754     |           |              | 7,000,000    | 13,719,054  |            |
| 明治29年  | 11,363,949     |           |              | 2,599,340    | 15,080,506  |            |
| 明治30年  | 2,448,694      |           | 5,078,437    | 7,516,448    | 20,357,439  |            |
| 明治31年  |                |           | 22,797,041   | 17,984,212   | 13,643,001  |            |
| 明治32年  |                |           | 10,254,431   | 15,000,000   | 6,216,579   |            |
| 明治33年  |                |           | 3,280,091    | 800,000      | 8,183,421   |            |
| 明治34年  |                |           | 1,790,000    | 500,000      | 797,561     |            |
| 明治35年  |                |           | 1,023,280    |              | 1,202,439   |            |
| 明治36年  |                |           | 1,503,068    |              |             |            |
| 明治37年  |                |           | 5,373,652    | 5,250,000    | 11,106,638  |            |
| 明治38年  |                |           | 9,566,100    | 8,444,930    | 34,182,194  |            |
| 明治39年  |                |           | 433,900      | 1,555,070    | 6,711,168   |            |
| 合計      | 162,077,072    | 3,056,638 | 69,693,446   | 121,146,365  | 255,216,081 | 50,534,204 |

| 台湾銀行券引換元圓銀 | 台湾銀行券引換元圓銀 |
| 年号                 | 一圓銀貨幣           |
| -------------------- | -------------------- |
| 明治34年             | 1,256,252            |
| 明治35年             | 668,782              |
| 明治36年             | 5,131,096            |
| 明治37年             | 6,970,843            |
| 明治38年             | 5,031,503            |
| 明治39年             | 3,471,297            |
| 明治40年             |                      |
| 明治41年             | 344,705              |
| 明治42年             |                      |
| 明治43年             |                      |
| 明治44年             |                      |
| 明治45年             | 5,000,000            |
| 大正元年             |                      |
| 大正2年              |                      |
| 大正3年              | 11,500,000           |
| 合計                 | 39,374,478           |

| 新補助銀貨 | 新補助銀貨   | 新補助銀貨   | 新補助銀貨  |
| 年号       | 五十銭銀貨幣 | 二十銭銀貨幣 | 十銭銀貨幣  |
| ---------- | ------------ | ------------ | ----------- |
| 明治39年   | 12,044,364   | 5,000,000    | 2,000,000   |
| 明治40年   | 24,062,952   | 20,000,000   | 10,000,000  |
| 明治41年   | 25,470,371   | 15,000,000   | 12,273,239  |
| 明治42年   | 21,998,600   | 8,824,702    | 20,279,846  |
| 明治43年   | 15,323,276   | 21,175,298   | 20,339,816  |
| 明治44年   | 9,900,437    | 500,000      | 38,729,680  |
| 明治45年   | 3,677,704    |              | 10,755,009  |
| 大正元年   | 1,928,649    |              | 10,344,307  |
| 大正2年    | 5,910,063    |              | 13,321,466  |
| 大正3年    | 1,872,331    |              | 10,325,327  |
| 大正4年    | 2,011,253    |              | 16,836,225  |
| 大正5年    | 8,736,768    |              | 10,324,179  |
| 大正6年    | 9,963,232    |              | 35,170,906  |
| 大正7年    | 24,000,000   |              | 22,000,000  |
| 大正8年    | 7,180,000    |              | 40,050,000  |
| 合計       | 174,080,000  | 70,500,000   | 272,750,000 |

| 新補助銀貨 | 新補助銀貨   |
| 年号       | 五十銭銀貨幣 |
| ---------- | ------------ |
| 大正11年   | 78,239,672   |
| 大正12年   | 185,456,269  |
| 大正13年   | 80,310,870   |
| 大正14年   | 45,797,189   |
| 大正15年   | 30,596,000   |
| 昭和2年    |              |
| 昭和3年    | 38,980,000   |
| 昭和4年    | 12,620,000   |
| 昭和5年    | 10,200,000   |
| 昭和6年    | 27,672,000   |
| 昭和7年    | 24,128,000   |
| 昭和8年    | 10,000,000   |
| 昭和9年    | 20,000,000   |
| 昭和10年   | 11,736,000   |
| 昭和11年   | 44,264,000   |
| 昭和12年   | 48,000,000   |
| 昭和13年   | 3,600,000    |
| 合計       | 671,600,000  |

| 臨時補助貨幣 | 臨時補助貨幣 |
| 年号         | 百円銀貨幣   |
| ------------ | ------------ |
| 昭和32年     | 30,000,000   |
| 昭和33年     | 70,000,000   |
| 昭和34年     | 110,008,000  |
| 昭和35年     | 50,005,060   |
| 昭和36年     | 15,001,516   |
| 昭和37年     |              |
| 昭和38年     | 45,004,538   |
| 昭和39年     | 10,001,010   |
| 昭和40年     | 62,500,000   |
| 昭和41年     | 97,500,000   |
| 合計         | 490,020,124  |